# Le Castellard-Melan
Le Castellard-Melan település Franciaországban, Alpes-de-Haute-Provence megyében. Lakosainak száma 62 fő (2022. január 1.). Le Castellard-Melan Authon, Entrepierres, Hautes-Duyes, Saint-Geniez és Thoard községekkel határos.

## Népesség
A település népességének változása:
| Lakosok száma | 47   | 55   | 52   | 55   | 65   | 65   | 64   | 63   | 62   | 62   |
|               | 1968 | 1982 | 1990 | 2006 | 2013 | 2015 | 2017 | 2019 | 2020 | 2022 |